# Funzione armonica
In analisi matematica, una funzione armonica è una funzione differenziabile fino al secondo ordine {\displaystyle f} che soddisfa l'equazione di Laplace:
{\displaystyle \nabla ^{2}f(x)=0,\qquad \forall x\in U,}
ossia l'insieme delle funzioni armoniche costituisce il nucleo dell'operatore di Laplace. Nell'ambito della teoria del potenziale le funzioni armoniche sono spesso dette funzioni potenziale, o potenziali, e sono utilizzate in fisica e ingegneria, ad esempio, per ricondurre lo studio di un campo vettoriale in tre dimensioni al caso di un campo scalare in una dimensione. In tale contesto, una funzione armonica scalare viene detta potenziale scalare, mentre una funzione armonica vettoriale è chiamata potenziale vettore.
Le funzioni armoniche rivestono particolare importanza in analisi complessa, in quanto se una funzione armonica definita in un certo spazio viene trasformata con una mappa conforme in un altro spazio, allora tale trasformazione è armonica. Per tale ragione, ogni funzione definita con un potenziale può subire una trasformazione conforme, e rimane ancora vincolata a un potenziale.

## Definizione
Una funzione {\displaystyle f\colon U\to \mathbb {R} } definita su un dominio {\displaystyle U\subset \mathbb {R} ^{n}} si dice armonica se è di classe {\displaystyle C^{2}} e soddisfa l'equazione di Laplace:
{\displaystyle \nabla ^{2}f(x)=\sum _{i=1}^{n}{\frac {\partial ^{2}f(x)}{\partial x_{i}^{2}}}=0.}
Per la linearità dell'operatore di Laplace, la somma di due funzioni armoniche e il prodotto di esse per uno scalare restituiscono un'altra funzione armonica.
Ad esempio, la funzione {\displaystyle f(x,y)=e^{kx}\sin(ky)}, definita su un qualsiasi aperto di {\displaystyle \mathbb {R} ^{2}}, è armonica. Infatti:
{\displaystyle {\frac {\partial f(x,y)}{\partial x}}=ke^{kx}\sin(ky)\qquad {\frac {\partial ^{2}f(x,y)}{\partial x^{2}}}=k^{2}\sin(ky)e^{kx},}
{\displaystyle {\frac {\partial f(x,y)}{\partial y}}=ke^{kx}\cos(ky)\qquad {\frac {\partial ^{2}f(x,y)}{\partial y^{2}}}=-k^{2}\sin(ky)e^{kx},}
e la somma delle derivate parziali seconde è sempre nulla.

## Proprietà del valor medio
Ogni funzione armonica soddisfa la proprietà del valor medio. Si fissi un dominio {\displaystyle U}e sia {\displaystyle f\in C^{2}(U)} una funzione armonica. Si indichi {\displaystyle \omega _{n}} il volume della sfera unitaria in {\displaystyle \mathbb {R} ^{n}}. Allora per ogni sfera chiusa di raggio {\displaystyle R} e centro {\displaystyle y}, contenuta in {\displaystyle U}, denotata con {\displaystyle B={\overline {B_{R}(y)}}}, vale la seguente uguaglianza:
{\displaystyle f(y)={\frac {1}{n\omega _{n}R^{n-1}}}\oint _{\partial B}f(x)dx.}
Inoltre, vale anche:
{\displaystyle f(y)={\frac {1}{\omega _{n}R^{n}}}\int _{B}f(x)dx.}

### Dimostrazione
Si fissi {\displaystyle \rho \in (0,R)}. Applicando il teorema della divergenza al campo vettoriale {\displaystyle \nabla f} si ottiene:
{\displaystyle \oint _{\partial B_{\rho }}{\frac {\partial f(x)}{\partial \nu }}ds=\int _{B_{\rho }}\nabla f(x)dx=0.}
Passando dalle coordinate cartesiane {\displaystyle (x,y)} a quelle polari {\displaystyle (r,\omega ),} con:
{\displaystyle r=|x-y|,\qquad \omega ={\frac {x-y}{r}},}
si ha {\displaystyle f(x)=f(y+r\omega )}, e si verifica:
{\displaystyle \oint _{\partial B_{\rho }}f(x)ds=\oint _{\partial B_{\rho }}f(y+r\omega )ds.}
Calcolando l'integrale della derivata normale di {\displaystyle f} e riscalando rispetto a {\displaystyle \omega } si ottiene:
{\displaystyle \oint _{\partial B_{\rho }}{\frac {\partial f(y+r\omega )}{\partial \nu }}ds=\rho ^{n-1}\int _{|\omega |=1}{\frac {\partial f(y+r\omega )}{\partial r}}d\omega ,}
ed è possibile scambiare derivata e integrale:
{\displaystyle \rho ^{n-1}\int _{|\omega |=1}{\frac {\partial f(y+r\omega )}{\partial r}}d\omega =\rho ^{n-1}{\frac {\partial }{\partial \rho }}\int _{|\omega |=1}f(y+r\omega )d\omega .}
Considerando l'integrale di superficie:
{\displaystyle \rho ^{n-1}{\frac {\partial }{\partial \rho }}\int _{|\omega |=1}f(y+r\omega )d\omega =\rho ^{n-1}{\frac {\partial }{\partial \rho }}(\rho ^{1-n}\oint _{\partial B_{\rho }}u(x)ds),}
se ne deduce che per ogni {\displaystyle \rho } si ha:
{\displaystyle \rho ^{1-n}\int _{\partial B_{\rho }}f(x)ds=R^{1-n}\int _{\partial B_{R}}f(x)ds,}
e passando al limite per {\displaystyle \rho \to 0} si ottiene la prima uguaglianza. La seconda si ottiene integrando rispetto a {\displaystyle \rho }.

## Principio del massimo
Il principio del massimo afferma che massimi e minimi stretti di una funzione armonica, se esistenti, vengono assunti al bordo. Più precisamente, si consideri {\displaystyle f:U\to \mathbb {R} } una funzione armonica, dove {\displaystyle U} è un dominio aperto e connesso di {\displaystyle \mathbb {R} ^{n}}. Si supponga che esista {\displaystyle x_{0}} in {\displaystyle U} tale che {\displaystyle f(x)\leq f(x_{0})} per ogni {\displaystyle x\in U}. Allora {\displaystyle f} è costante.
La dimostrazione usa la proprietà del valor medio. Sia {\displaystyle M:=\sup f} e si consideri l'insieme {\displaystyle U_{M}:=f^{-1}(M)}. Per ipotesi, esso è non vuoto; inoltre, per la continuità di {\displaystyle f}, è chiuso (nella topologia indotta) in quanto controimmagine di un insieme chiuso. Considerando la funzione {\displaystyle f-M}, essa è negativa e armonica: si scelga una palla {\displaystyle B_{R}(x_{0})\subset U} di raggio {\displaystyle R} e si applichi la proprietà del valor medio a {\displaystyle f-M}. Si ottiene:
{\displaystyle 0=f(x_{0})-M={\frac {1}{\omega _{n}R^{n}}}\int _{B_{R}(x_{0})}(f(x)-M)\,dx.}
Dato che l'integrando è non positivo, l'uguaglianza è soddisfatta se e solo se {\displaystyle f(x)=M} nella palla {\displaystyle B_{R}(x_{0}).} Quindi {\displaystyle B_{R}(x_{0})\subseteq U_{M}} e {\displaystyle U_{M}} è aperto in {\displaystyle U} in quanto {\displaystyle U_{M}\subseteq \bigcup _{x_{0}\in U_{M}}B_{R}(x_{0})\subseteq U_{M}} (ovvero {\displaystyle U_{M}=\bigcup _{x_{0}\in U_{M}}B_{R}(x_{0})}, unione di insiemi aperti). {\displaystyle U_{M}} è quindi contemporaneamente aperto e chiuso in {\displaystyle U}, ma, poiché {\displaystyle U} è connesso, {\displaystyle U} e {\displaystyle \varnothing } sono i soli sottoinsiemi aperti e chiusi. Ne consegue {\displaystyle U_{M}=U}.

## Armonicità delle funzioni complesse analitiche
Nel caso di funzioni di variabile complessa, il concetto di funzione armonica entra come particolare teorema soddisfatto dalle funzioni analitiche. Sia infatti:
{\displaystyle f(x+iy)=\omega (z)=u(x,y)+iv(x,y)}
una funzione analitica. Allora sia la {\displaystyle u(x,y)} sia la {\displaystyle v(x,y)} sono funzioni armoniche delle due variabili {\displaystyle x} e {\displaystyle y}:
{\displaystyle {\begin{cases}{\frac {\partial ^{2}u(x,y)}{\partial x^{2}}}+{\frac {\partial ^{2}u(x,y)}{\partial y^{2}}}=0\\{\frac {\partial ^{2}v(x,y)}{\partial x^{2}}}+{\frac {\partial ^{2}v(x,y)}{\partial y^{2}}}=0.\end{cases}}}
Infatti, è sufficiente calcolare le derivate seconde delle equazioni di Cauchy-Riemann e confrontarle, ricordando che:
{\displaystyle u_{x}=v_{y},\qquad u_{y}=-v_{x},}
si ha:
{\displaystyle {\begin{cases}u_{xx}=v_{yx}\\u_{xy}=v_{yy}\\u_{yx}=-v_{xx}\\u_{yy}=-v_{xy}.\end{cases}}}
Sommando la prima e l'ultima e la seconda e la terza e utilizzando il teorema di Schwarz sull'invertibilità delle derivate parziali:
{\displaystyle {\begin{cases}u_{xx}+u_{yy}=0\\v_{xx}+v_{yy}=0.\end{cases}}}
Si ha così che date due funzioni {\displaystyle u} e {\displaystyle v} armoniche in un aperto {\displaystyle D} che soddisfano le condizioni di Cauchy-Riemann allora {\displaystyle v} è detta armonica coniugata di {\displaystyle u}, ma non è vero il contrario. Una conseguenza di questo teorema è che una funzione è analitica in un aperto {\displaystyle D} del piano complesso se e solo se {\displaystyle v} è l'armonica coniugata di {\displaystyle u}. Ciò significa che una funzione analitica può essere costruita a partire dall'assegnazione della sua parte reale {\displaystyle u(x,y)} e ricavando la sua parte immaginaria a meno di una costante. 
Per un esempio di come calcolare l'armonica coniugata di una funzione {\displaystyle u(x,y)} si consideri la funzione {\displaystyle u(x,y)=y^{3}-3x^{2}y}. Questa funzione è armonica poiché:
{\displaystyle u_{xx}+u_{yy}=-6y+6y=0.}
Volendo trovare l'armonica coniugata {\displaystyle v(x,y)}, utilizzando le condizioni di Cauchy-Riemann {\displaystyle u_{x}=v_{y}} si ha:
{\displaystyle u_{x}=-6xy=v_{y}.}
Si può integrare {\displaystyle v_{y}} mantenendo fissata la variabile {\displaystyle x} (considerandola come una costante):
{\displaystyle v(x,y)=\int -6xy\,dy=-3xy^{2}+\phi (x),}
dove {\displaystyle \phi (x)} è una funzione arbitraria dipendente da {\displaystyle x}. Per utilizzare la condizione di Cauchy-Riemann {\displaystyle u_{y}=-v_{x}} si deriva {\displaystyle v(x,y)} ottenuta per integrazione rispetto a {\displaystyle x}:
{\displaystyle v_{x}=-3y^{2}+\phi ^{'}(x),}
e si calcola la derivata {\displaystyle u_{y}} dalla funzione di partenza:
{\displaystyle u_{y}=3y^{2}-3x^{2}.}
Uguagliando si ricava il valore di {\displaystyle \phi (x)}:
{\displaystyle 3y^{2}-3x^{2}=3y^{2}-\phi ^{'}(x)\;\rightarrow \;\phi ^{'}(x)=3x^{2},}
dalla quale per integrazione:
{\displaystyle \phi (x)=x^{3}+C,}
dove {\displaystyle C} è la costante di integrazione. Si ha dunque:
{\displaystyle v(x,y)=-3xy^{2}+x^{3}+C,}
cioè si è ricavata l'armonica coniugata di {\displaystyle u(x,y)} a meno di una costante {\displaystyle C}.In tal modo la funzione:
{\displaystyle f(z)=u(x,y)+iv(x,y)=(y^{3}-3x^{2}y)+i(x^{3}-3xy^{2}+C)}
è una funzione analitica uguale a {\displaystyle f(z)=i(z^{3}+C)}.